# Tromba
La tromba è uno strumento musicale appartenente alla famiglia degli ottoni. Tra gli ottoni è quello che suona nella parte più acuta del registro, dopo il trombino. Il musicista che suona la tromba è chiamato trombettista.
Solitamente i musicisti preferiscono usare il termine "trombista".

## Storia della tromba

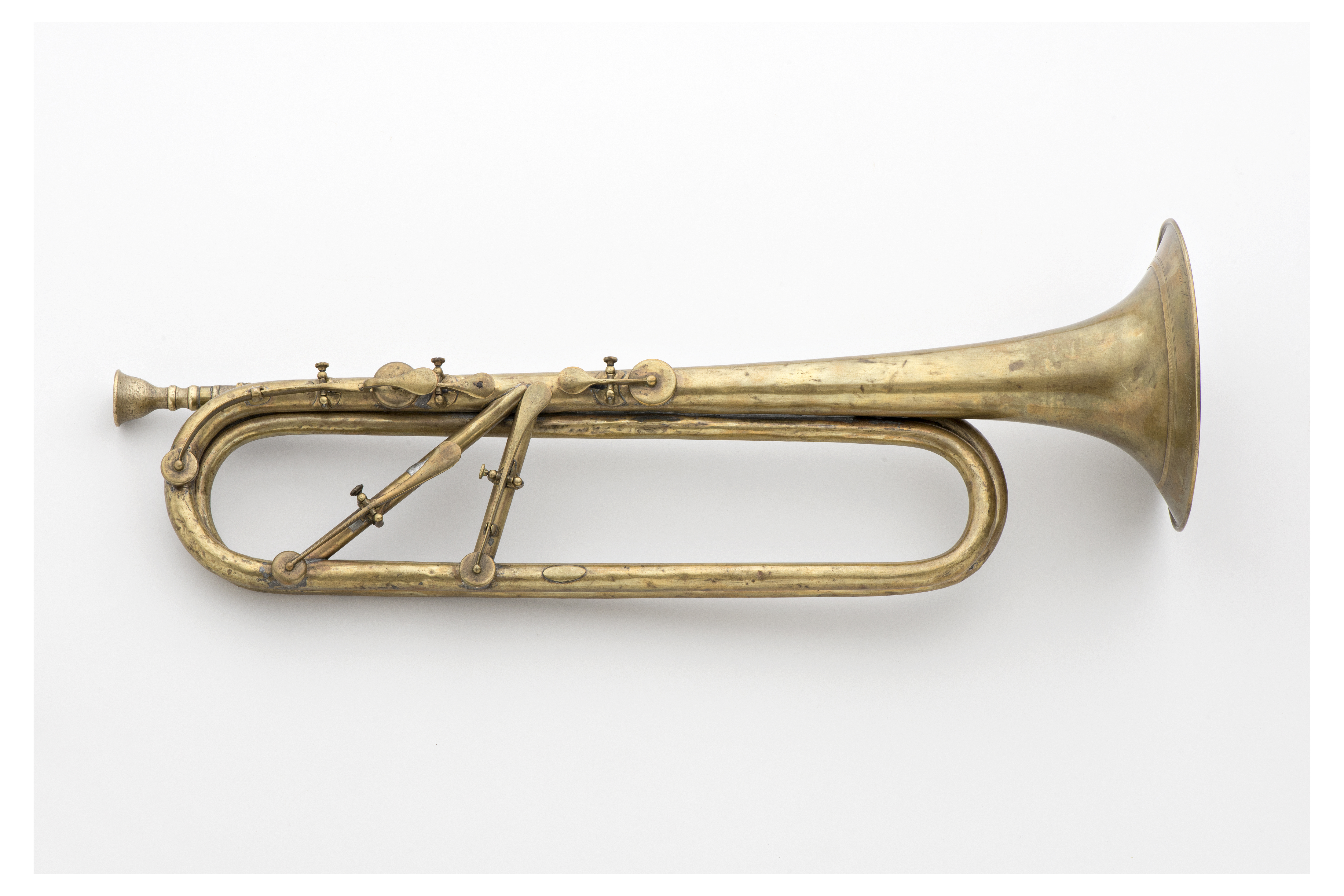
Prima dell'invenzione dei pistoni: tromba a cinque chiavi creata da Antonio Apparuti, Museo civico di Modena, 1837

Uno strumento dell'antichità, che presenta notevoli somiglianze con la tromba, fu rinvenuto in Egitto; si tratta delle Trombe di Tutankhamon, rinvenute nella sua tomba; erano impiegate prevalentemente per scopi militari. Un'antenata della tromba è la tuba, strumento a fiato usata dai Romani per impartire ordini alle milizie. Realizzata in bronzo e senza pistoni, nelle forme primitive era costituita da un tubo dritto, poco agevole durante il trasporto e l'esecuzione.
L'estensione dello strumento era limitata agli armonici della nota fondamentale prodotta, e le diverse note suonate potevano indicare diversi comandi che le truppe dovevano eseguire. Nelle versioni successive il tubo venne ripiegato su sé stesso, ottenendo uno strumento notevolmente meno ingombrante e dunque più facilmente trasportabile.
In epoca medioevale l’uso della tromba era solito negli eserciti, poiché era l’impiego con migliori prospettive. Durante le Crociate è stata inevitabile l’influenza della cultura musicale araba sull’uso della tromba in Occidente. 
Nella tradizione araba erano presenti due tipi di tromba: Al buqat, dalla forma conica, e An nafir, dalla forma più allungata. Quest’ultima è utilizzata tuttora in alcune regioni del Nord Africa. 
Negli anni si assistette ad un utilizzo diversificato della tromba, infatti fu il primo strumento ad entrare nelle corti affinché venisse impiegato nelle cerimonie dell'Ordine dei Cavalieri, nei tornei, nei banchetti, nelle incoronazioni, nei matrimoni e nei battesimi. Tuttavia non cessò di essere utilizzata negli eserciti. 
Dopo diversi tentativi di estendere la gamma di note emesse, e molti celebri fallimenti, nel 1813 furono applicati i pistoni, che consentirono finalmente di eseguire sullo strumento l'intera scala cromatica, fino al limite fisico di circa tre ottave. La tromba è ritenuta uno fra i più "difficili" strumenti da suonare in quanto, molte volte, varie cause (condensa nel canneggio, basse temperature, piccoli spostamenti delle labbra, ecc.) concorrono a far sì che l'esecutore possa "scroccare" (può succedere in tutti gli ottoni, soprattutto in quelli di tessitura medio-alta) ossia sporcare gli attacchi di certe note, specialmente quelle acute.

## Fabbricazione
La tromba è costruita partendo da una spirale grezza in ottone. Sebbene la sezione dello strumento sia di forma cilindrica, essa è assemblata con una complessa serie di segmenti conici, partendo dalla sezione più stretta, quella vicina all'imboccatura, e finendo al collo che precede la svasatura della campana. Vengono saldate le sedi dei pistoni e tutti i rinforzi che le conferiscono maggiore rigidità.
La campana può essere realizzata in due modi differenti che caratterizzano il livello qualitativo dello strumento. 
Nei modelli economici, o da studio, essa è composta da due pezzi, quindi saldata allo strumento. Questa saldatura è facilmente visibile all'interno dello strumento, dove svanisce la conicità della campana. Nei modelli professionali in genere invece la campana è ottenuta da una lamina unica con il corpo. Questo processo più complesso consente di creare strumenti con maggiore risonanza ed una resa sonora superiore. Al termine delle varie saldature, la tromba viene solitamente laccata o argentata.
I materiali usati nella fabbricazione delle campane (le campane possono essere realizzate in materiale diverso rispetto al resto della tromba) sono comunemente le leghe di ottone denominate "yellow brass" e "gold brass". Meno comuni ma presenti sul mercato sono campane realizzate in "rose (o red) brass", argento massiccio (sterling silver), rame, ma anche materiali non metallici come la fibra di carbonio e la plastica.
La pompa d'intonazione è la prima parte curva del caneggio della tromba, che conduce l'aria dall'attaccatura del bocchino ai cilindri dei pistoni. Facendo uscire o rientrare una porzione di essa, si modifica la lunghezza della colonna d'aria interna variando l'intonazione dello strumento. In genere, è realizzata a forma di "U", con le due estremità che si inseriscono nei canneggi del corpo della tromba, ma esiste anche la montatura "reverse", con l'estremità superiore che si unisce esternamente al canneggio. Nella pompa d'intonazione è presente una valvola, la chiave dell'acqua, che serve a far uscire la condensa accumulata all'interno di essa. Una seconda chiave dell'acqua è quasi sempre presente nella pompa del terzo pistone.
Esistono in commercio diverse varianti costruttive di tromba, fra le quali le più comuni: LT (leggere), H (pesanti) e G (campana in Gold Brass).
Le trombe LT sono realizzate a partire da una lamiera più sottile, hanno un diametro interno del canneggio più sottile, sono leggere, hanno campana più stretta alla base con padiglione ampio; tutto ciò determina rispettivamente: maggiore velocità del flusso dell'aria e maggiore facilità di esecuzione, produzione di suoni più squillanti e avvertiti a maggior distanza; tutte caratteristiche che si adattano ad ambienti esterni.
Le trombe H sono realizzate a partire da lamiere più spesse, hanno un canneggio più largo, sono più pesanti e hanno campane più tozze; questo comporta: necessità di un flusso maggiore d'aria e quindi maggiore difficoltà a produrre suoni, timbri meno squillanti ma di gran lunga più espressivi, con ampie possibilità di variazioni timbriche e dinamiche del suono; questo consente di raggiungere la massima intensità dei suoni, grazie anche a modifiche ai cilindri dei pistoni (appesantendo la tromba).
Le trombe G sono costruite con una lega di ottone più ricca di rame (Gold Brass) e hanno quindi un colore rossiccio. Sono un po' meno comuni e hanno timbri più caldi ed espressivi (più apprezzati nella musica Jazz).
Per facilitare il passaggio del flusso d'aria lungo il canneggio, facilitando quindi l'emissione dei suoni, ci sono generalmente due alternative nella costruzione delle pompa d'intonazione: aumentarne la curvatura; oppure eliminare l'attrito dell'aria causato dal gradino della pompa d'intonazione inserita all'interno della prima porzione del canneggio (il tratto cilindrico che va dall'attaccatura del bocchino alla pompa d'intonazione). Quest'ultima opzione (solitamente indicata dai costruttori dalla lettera "R") è possibile grazie alla montatura di una pompa d'intonazione "reverse", che prevede l'attaccatura con scivolamento esterno al canneggio, diversamente da quello interno delle pompe ad "U". Lo svantaggio è una tendenza maggiore dello strumento alla distorsione del suono a volumi altissimi.
Un'altra discriminante costruttiva è il diametro interno del canneggio, misurato all'altezza del blocco valvole. Spesso uno stesso modello di tromba è offerto dal costruttore in diverse misure solitamente contrassegnate dalle sigle S, M, ML, L, XL (in ordine di grandezza crescente). Alcuni modelli sono costruiti con misure che variano lungo il percorso del canneggio (ma sempre all'altezza del blocco valvole), e sono solitamente denominate "step bore" o "multi bore". Misure minori richiedono meno aria quindi meno sforzo da parte del trombettista, mentre le misure maggiori offrono un range dinamico maggiore.

## Il suono

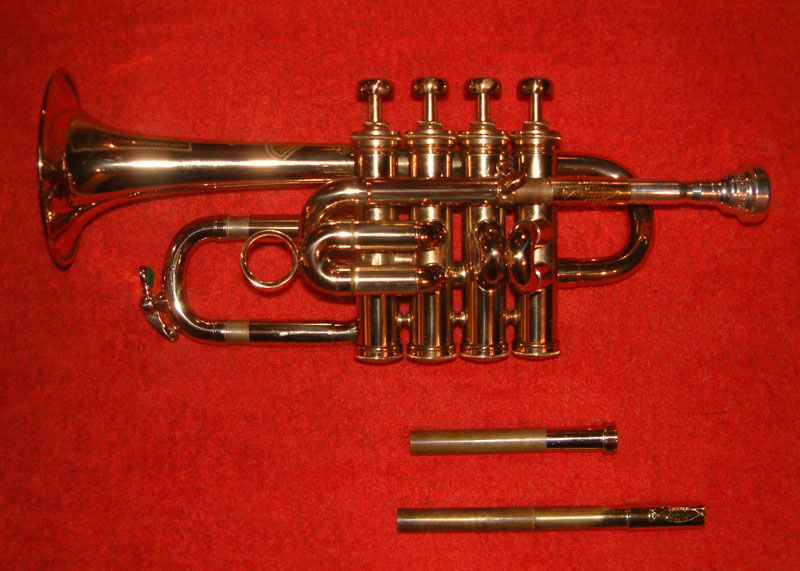
Trombino in SIb/La - si può notare il raccordo per il Sib e per il La (più lungo)

Il suono viene prodotto immettendo aria nello strumento per mezzo della vibrazione delle labbra a contatto con il bocchino, in modo che esse producano un fine ronzio. Essendo infatti un labiofono, non è la vibrazione di un'ancia ad emettere il suono, bensì quella delle due labbra del musicista (per questo motivo gli ottoni vengono definiti strumenti ad ancia labiale). Il trombettista può scegliere la nota da emettere, fra un insieme di tonalità fondamentali e armonici essenzialmente modificando la pressione del flusso dell'aria immessa e, attraverso la muscolatura facciale, l'apertura labiale: più l'apertura labiale è ampia, maggiore la portata del flusso d'aria, minore la sua pressione, più la nota emessa sarà grave e viceversa; I pistoni permettono di modificare il percorso dell'aria nello strumento, alterandone la lunghezza e quindi variando l'altezza del suono ottenuta. Con i soli tre pistoni della tromba in Sib, un trombettista può suonare la scala cromatica per più di tre ottave.
Il bocchino permette al trombettista un comodo appoggio delle labbra allo strumento, e consente di contenere il diametro del canneggio della tromba. Il suono, nato per mezzo delle labbra, percorre tutta la tubazione e viene amplificato dallo strumento per mezzo della campana. C'è una svariata scelta di bocchini di marche differenti, diversi per materiale, appoggio, tazza, gola e penna che consentono al musicista di creare sfumature particolari nel suono o/e per facilitare alcuni aspetti della tecnica.
La tromba è molto simile, per forma ed estensione, al flicorno soprano, che (come tutti i flicorni) ha la campana più pronunciata e canneggio conico. Il canneggio della tromba invece è cilindrico per quasi tutta la sua lunghezza. Questa caratteristica rende il suono della tromba più squillante e brillante rispetto a quello del flicorno soprano che ha un timbro più scuro e caldo.
Il trombino, o tromba piccola, suona ad un'ottava più in alto rispetto alla tromba. Ci sono anche trombe con valvole rotative, spesso di origine tedesca, così come le trombe basso, soprano e barocca.
Molto simile alla tromba è la cornetta, spesso preferita nel jazz degli inizi del XX secolo, con un suono più caldo e morbido e un corpo prevalentemente conico.

## Tonalità
La tromba è uno strumento prodotto in molte tonalità. La più diffusa è la tromba in Si♭, seguita da quelle in Do, in Fa, in Mi♭ e quindi in Re. In molti paesi, fra cui gli Stati Uniti e gran parte dell'Europa, la tromba in Do è tuttora quella in uso nelle orchestre. L'estensione della tromba in Si♭ parte dalla nota scritta Fa♯ grave e sale cromaticamente, passando per il Do centrale, fino a due ottave e mezza in alto (e anche oltre, dipende dalla bravura dell'esecutore). La nota più alta solitamente consentita in pezzi per banda è scritta come Do (suona Si♭; ogni nota scritta sul pentagramma delle partiture per tromba in Si♭ corrisponde alla corrispettiva del piano ma un tono sotto), ma in orchestra ne sono richieste anche di più acute. In alcuni dischi jazz, soprattutto, è possibile ascoltare trombettisti che eseguono note estremamente alte per questo strumento.
La tromba piccola (o trombino) è solitamente in Si♭ e La, e il suono è brillante e metallico, ma meno corposo. Molti di questi strumenti hanno quattro valvole invece che le solite tre: lo strumento ha una nota fondamentale bassa e con la valvola aggiuntiva esso può raggiungere note che sarebbero impossibili con tre valvole.
La tromba bassa ha un bocchino simile a quello del trombone e per questo motivo viene suonata dai trombonisti.

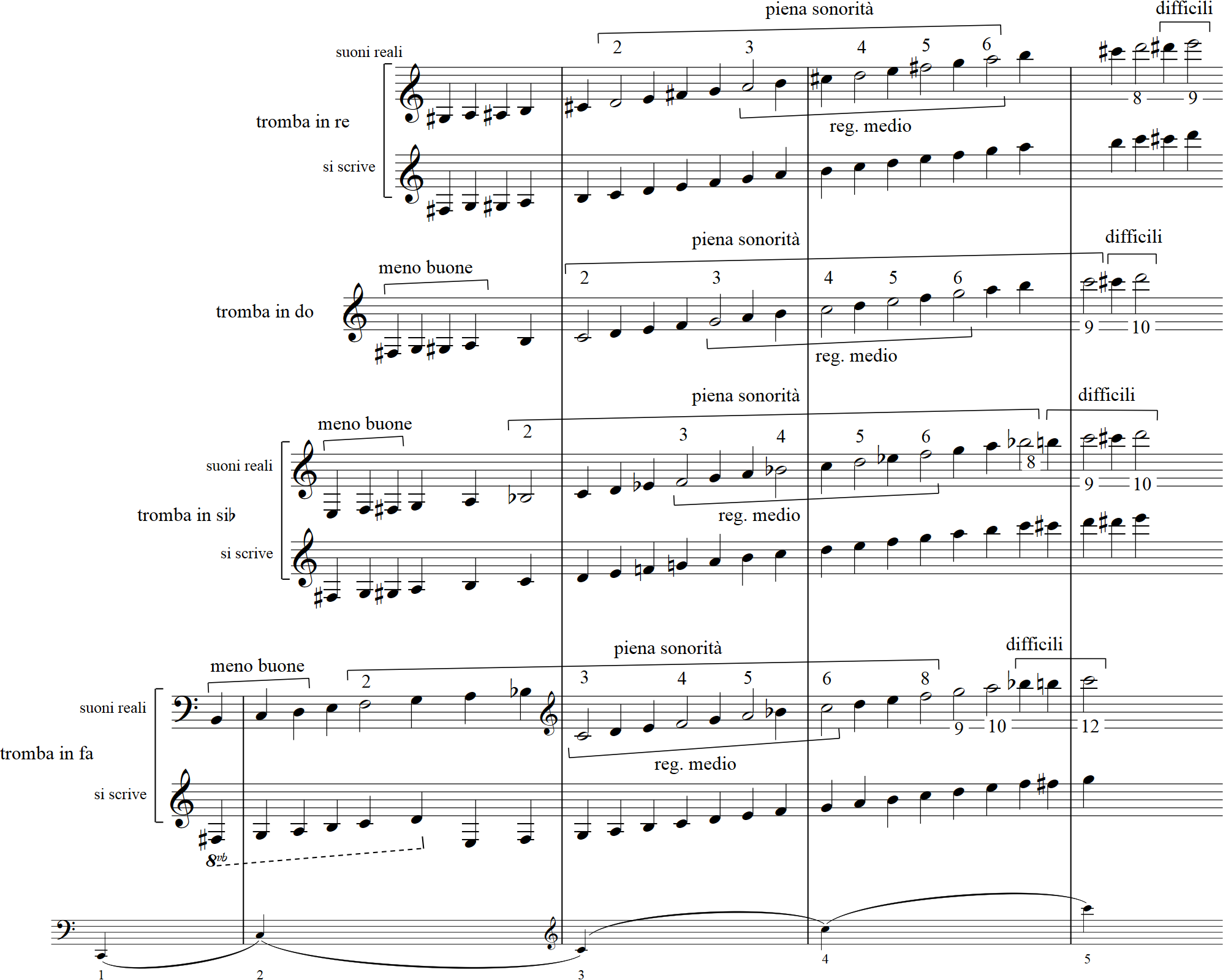

## La tecnica
La tromba è uno strumento agile, con uno studio costante e continuo si può arrivare ad avere una padronanza dello strumento tale da superare ogni limite che lo strumento inizialmente può dare. La caratteristica, comune a tutti gli ottoni, che rende la tromba uno strumento dal suono definito e squillante è il colpo di lingua, ovvero tramite particolari articolazioni della lingua è possibile produrre vari tipi di staccato (anche molto veloci). Il colpo di lingua può essere: 
- singolo (pronunciando una T);
- doppio (pronunciando una T seguita da una K);
- triplo (pronunciando TTK oppure TKT, molto utile per l'esecuzione di terzine).

Inoltre con la tromba è possibile:
- ottenere il suono frullato (analogamente alla maggior parte degli strumenti a fiato);
- utilizzare vari tipi di sordine (per cambiarne il timbro, metallizzando o ammorbidendo il suono);
- eseguire un glissato piuttosto fluido, soprattutto nel registro alto, dove la tensione delle labbra, aumentando o diminuendo, altera le note e fa passare all'armonico superiore o inferiore.

## Riferimenti biblici
(Wynton Marsalis)

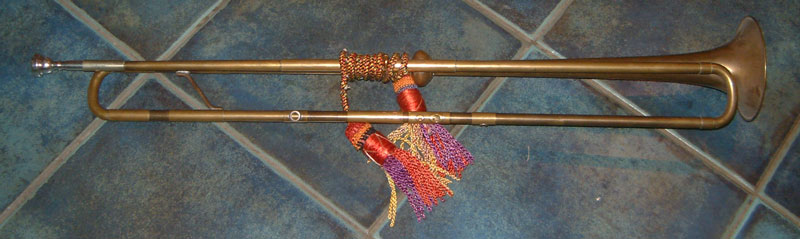
Riproduzione di una tromba barocca (di Michael Laird)

Le citazioni della tromba nella Bibbia parlano di strumenti con forme molto differenti, e costruite con materiali diversi. Alcune erano costruite in argento, ed erano utilizzate dai sacerdoti per annunciare le festività e per comunicare i segnali di guerra.
Alcuni esemplari di tromba, chiamati anche Shofar erano realizzati con le corna di un ariete. Venivano suonate per segnalare occasioni particolari, o particolari eventi climatici. Questo tipo di tromba è tuttora in uso in alcune cerimonie Ebraiche.

## Trombettisti famosi
La tromba è usata in quasi tutti i generi musicali, fra cui musica classica, jazz, blues, pop music, ska, e funk, acquisendo un ruolo di preminenza soprattutto nel jazz. Ecco alcuni nomi di trombettisti fra i più noti: 
- Andrea Tofanelli
- Joe "King" Oliver
- Louis Armstrong
- Booker Little
- Woody Shaw
- Miles Davis
- Dizzy Gillespie
- Eddie Calvert
- Roy Eldridge
- Louis Prima
- Clifford Brown
- Rafael Méndez
- Alison Balsom
- Sergei Nakariakov
- Ole Edvard Antonsen
- Blue Mitchell
- Maynard Ferguson
- Lee Morgan
- Chet Baker
- Freddie Hubbard
- Wynton Marsalis

- Arturo Sandoval
- Harry James
- Chris Botti
- Guido Pistocchi
- Maurice André
- Michele Lacerenza
- Nini Rosso
- Andrea Spione
- Mauro Maur
- Enrico Rava
- Flavio Boltro
- Fabrizio Bosso
- Fats Navarro
- Gabriele Cassone
- Roy Hargrove
- Roy Paci
- Tine Thing Helseth
- Paolo Fresu
- Sandro Verzari
- Adolph Herseth
- Clark Terry

## Registro dell'organo
La tromba è anche un registro dell'organo.
Conosciuto già nell'antichità, questo registro è stato via via affinato, allo scopo di imitare quanto più fedelmente possibile l'omonimo strumento orchestrale.
Il registro «tromba» differisce alquanto a seconda delle scuole di costruzione: ad esempio, una "Trompette" francese avrà un suono fiero, brillante, forte ed aggressivo; viceversa, una "Trompete" o "Trommett" tedesca sarà intonata molto più dolcemente o con un suono decisamente più scuro e sordo. Una "Trompeta de batalla", "Trompeta magna" o "Clarins" della tradizione classica iberica, disposta orizzontalmente, sarà invece la più aggressiva, lucente, "acida"; ricca come è di armonici superiori.
La tromba è il registro tipico del forte generale e da esso si ricava l'estrema maestosità dell'organo.